# Stéréo-Club français
Fondé en 1903, le Stéréo-Club français est une association à but non lucratif, type loi de 1901, visant à promouvoir la stéréoscopie et l’image en relief sous toutes ses formes :
- stéréophotographie (ou photographie stéréoscopique)
- vidéo en relief
- cinéma en relief
- dessin en relief
- images à réseau
- holographie

Le club est affilié à la Fédération photographique de France et à l'International Stereoscopic Union.

## L'association
Le Stéréo-Club français réunit un peu moins de 300 membres, demeurant pour moitié en région Île-de-France, et pour l’autre moitié dans les autres régions, ou dans d'autres pays, francophones ou non.

## La revuemensuelle
Le Stéréo-Club français a édité depuis 1904 un bulletin mensuel, intitulé depuis peu Lettre mensuelle, servi et ouvert à tous ses membres.
Actuellement, ce bulletin, appelé Lettre mensuelle, n'est plus imprimé que pour l'envoi postal à ses membres qui n'ont pas d'accès à l'Internet : les autres reçoivent par Internet une lettre mensuelle en format imprimable. 
La Lettre n° 1000, d'avril 2017, numéro exceptionnel de cent pages, est un résumé historique de la stéréoscopie et du Stéréo-Club français depuis 1903.

## La pratique de l'image en relief
Les membres du Stéréo-Club français pratiquent pour leur plaisir ou dans le cadre de leurs activités professionnelles des techniques diverses dont, pour l’essentiel :
- la prise de vue stéréoscopique en argentique et en numérique ;
- l’observation au stéréoscope, en anaglyphes sur papier ou sur écran d’ordinateur ;
- la projection en relief argentique ou numérique, en anaglyphes ou en lumière polarisée ;
- la vidéo en relief, ouverte au plus grand nombre grâce aux possibilités des APN récents et à de nouveaux logiciels faciles à utiliser.

Quelques spécialistes créent régulièrement des images « à réseau » visibles en autostéréoscopie et des hologrammes.

## Les activités
Des réunions ont lieu plusieurs fois par mois à Charenton, ou en visioconférence: enseignement des techniques stéréoscopiques, séances de travail, projections en relief, discussions sur les images des participants, exposés techniques, consultation de la bibliothèque.
Des réunions régionales ont lieu régulièrement : l’Aquitaine, à Aulnay-de-Saintonge (Charente-Maritime).

## Les congrès
Des congrès internationaux, dans le cadre de l’Union Internationale de Stéréoscopie, ont lieu tous les deux ans dans des pays organisateurs. Ces congrès internationaux ont été organisés par le Stéréo-Club français en 1976 à Saint-Mandé dans les locaux prêtés à cette occasion par l'Institut Géographique National, en 1991 à Paris au Palais du Trocadéro, et en 2003 à Besançon, au Kursaal. 
De temps en temps, le Stéréo-Club français a organisé des rencontres nationales.

## Publications

### LivreImages en relief d’aujourd’hui
Le livre Images en relief d’aujourd’hui  (ISBN 2843501229) (préface de Jean-Jacques Aillagon) a été édité en 2003 à l’occasion du centenaire du Stéréo-Club français. Il a été publié en français ou en édition bilingue français-anglais.

### OuvrageLe Florilège
Le Stéréo-club a édité en 2020 Le Florilège, ouvrage comportant 264 images en relief, offert à tous les adhérents.

## Les fournitures
Le Stéréo-Club Français aide ses membres à se procurer les petites fournitures difficiles à trouver en petites quantités dans le commerce. 
Il envoie une paire de lunettes bicolores pour l’observation des images anaglyphiques, par exemple sur écran d’ordinateur, et des visionneuses pliantes pour voir en relief les photos côte à côte, à qui en fait la demande.